# Uusimaa (province historique)
 (février 2010).
Si vous disposez d'ouvrages ou d'articles de référence ou si vous connaissez des sites web de qualité traitant du thème abordé ici, merci de compléter l'article en donnant les références utiles à sa vérifiabilité et en les liant à la section « Notes et références ».
Uusimaa ou Nyland en suédois (ce qui correspond en français à « nouveau pays ») est une province historique de Finlande, le long de la côte du golfe de Finlande. Aujourd'hui, elle est partagée entre les régions d'Uusimaa, Uusimaa de l'Est et Vallée de la Kymi, au sein de la province de Finlande méridionale.

## Histoire

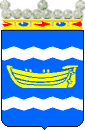
Armoiries

La région est rattachée au royaume de Suède dès la fin du XIIe siècle. Même si des colons suédois s'établissent le long des côtes, la colonisation est moins intense qu'en Finlande du Sud-Ouest ou en Ostrobotnie. La province n'en est pas moins stratégique et les Suédois y fondent d'abord Porvoo (Borgå) en 1346, puis le mouvement de création de villes dans la région s'accélère au XVIe siècle face à la poussée vers l'est du royaume de Suède et à la menace de la Russie. Sous le règne de Gustave Ier Vasa sont notamment fondées Helsinki et Ekenäs.
Lors de la réforme administrative de 1634, le Nyland est rattaché au Häme pour former l'Uudenmaan ja Hämeen lääni, qui redevient Uudenmaan lääni en 1831 après le rattachement de la Finlande à la Russie en 1809. Pour contrebalancer le poids sans cesse croissant d'Helsinki, la région contemporaine d'Uusimaa est significativement réduite par la réforme de 1997, qui voit apparaitre pour la première fois une région d'Uusimaa de l'Est au centre-est de l'ancienne province historique, l'actuelle Uusimaa n'occupant que l'Ouest.